# Scuderia d'allevamento nazionale slovacca di Topoľčianky

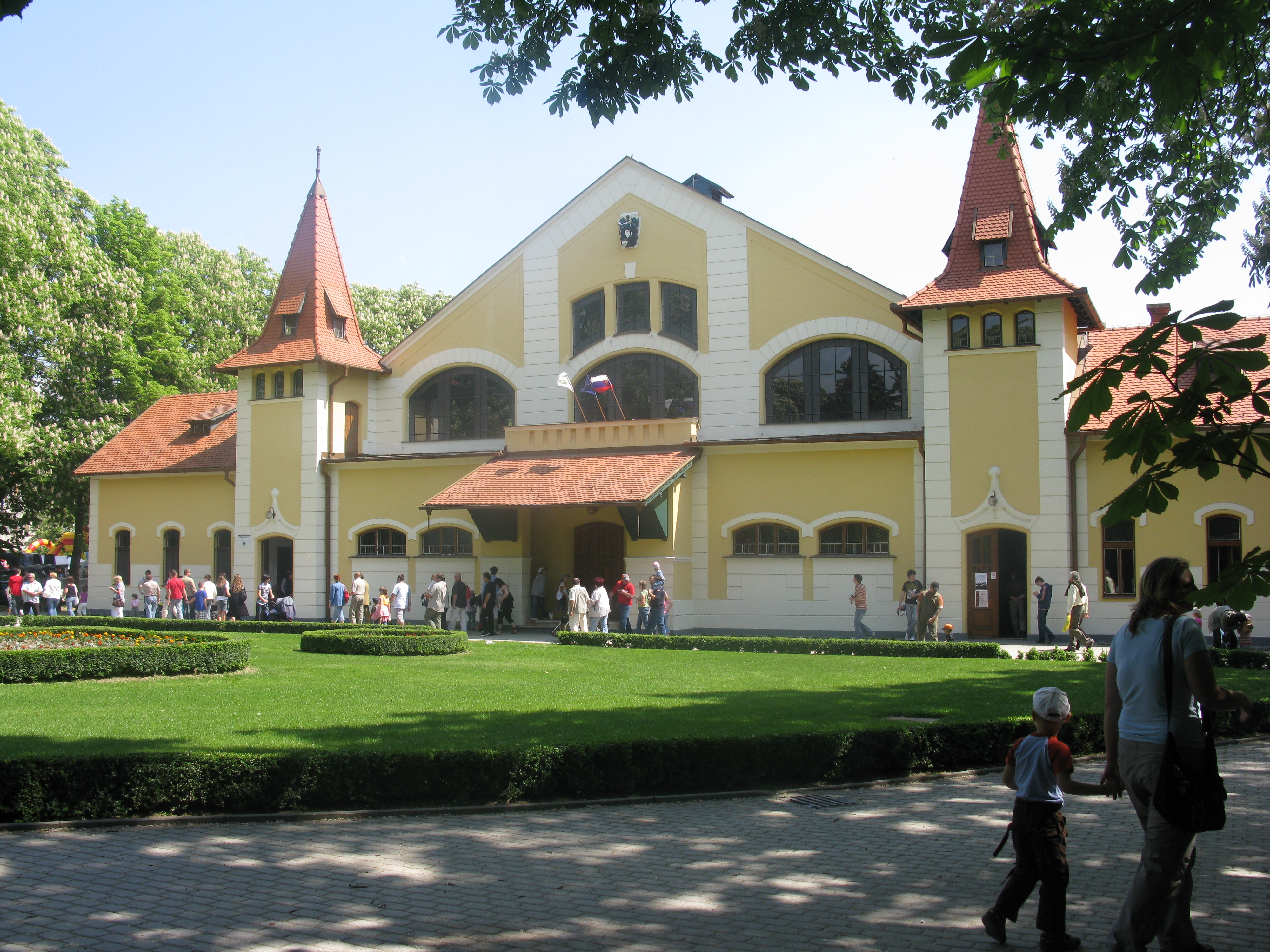
La sede della Scuderia d'allevamento nazionale slovacca di Topoľčianky.

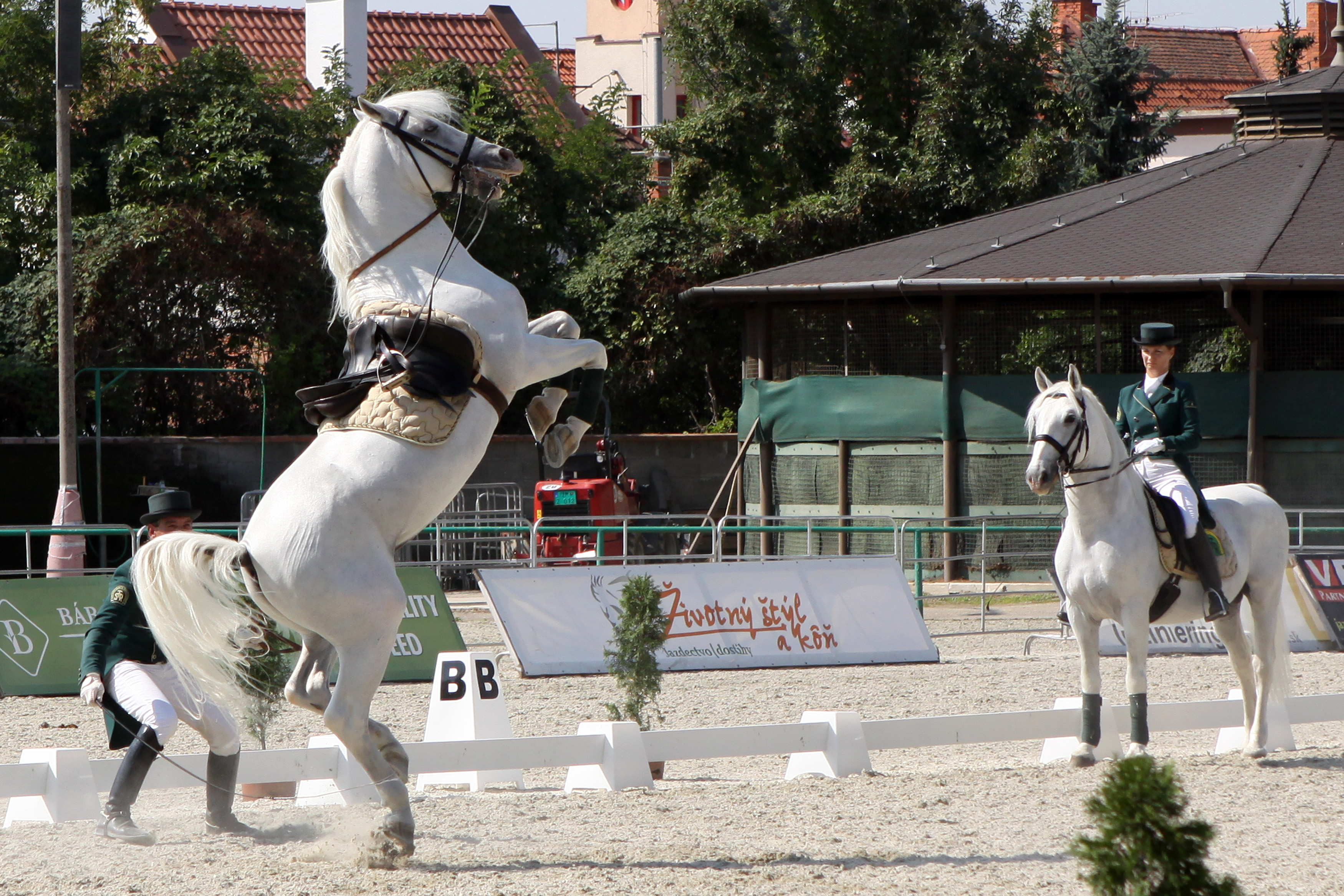
Cavalli alla Scuderia d'allevamento nazionale slovacca di Topoľčianky.

La Scuderia d'allevamento nazionale slovacca di Topoľčianky (in slovacco Národný žrebčín Topoľčianky) è una storica scuderia ippica slovacca con sede a Topoľčianky. Sorge su un terreno di circa un migliaio di ettari ed è una delle scuderie più grandi d'Europa. Alla scuderia è associato un museo tematico.

## Storia
È stata fondata dal Governo della Cecoslovacchia il 15 ottobre 1921. Dopo la dissoluzione dell'Impero austro-ungarico ha ricevuto parte del patrimonio asburgico del settore ippico.
Diversi cavalli nella scuderia nazionale slovacca sono diventati campioni europei e mondiali.

## Allevamento
È l'unica scuderia ad allevare cinque razze purosangue di cavalli, delle quali quattro derivano da riserve genetiche di stalloni uniche. Alleva anche i cavalli Lipizzani e alcune razze arabe.
I cavalli allevati nella scuderia vengono tatuati con la marcatura tradizionale dell'era teresiana, con l'impressione lettere "STR" (acronimo di Repubblica Slovacca Topolcianky).
La scuderia oggi ha circa 90 dipendenti.